# Ana Filip
Pour les articles homonymes, voir Filip.
Ana Filip, connue au début de sa carrière sous le nom d’Ana Maria Căta-Chițiga, née le 20 juin 1989 à Bucarest (Roumanie), est une joueuse de basket-ball française évoluant au poste d’intérieure.

## Biographie
Fille d'une internationale de basket, Camelia Filip, d'un international de volley-ball, Marius Căta-Chițiga, Ana-Maria n'a pas poursuivi en gymnastique: « Ma mère mesure 1,85 m, mon père 2 mètres : je savais très jeune que je serai grande moi aussi, explique-t-elle. C'est notamment à cause de ma taille que j'ai arrêté la gymnastique, mon premier sport. Tout le monde a vite compris que je ne serai pas la nouvelle Nadia Comăneci... ». Elle rejoint la France à l'âge de six ans où sa mère avait trouvé un club à Lyon. À 9 ans et 1,70 m, elle commence le basket. « À 14 ans, on m'a fait comprendre que je devais acquérir la nationalité française pour pouvoir participer à l'Euro cadettes en Italie. »
Elle est naturalisée française (choix sportif dès 2005 pour participer à l'Euro) et rejoint le club de Bourges, où elle gagne deux titres et participe au Final Four d'EuroLeague en 2008, mais qu'elle quitte afin de gagner plus de temps de jeu. Diplômée d'un BTS en commerce international ainsi que d'un Bachelor en Marketing, elle parle le roumain, le français, l'anglais, l'espagnol et l'italien.
Elle passe une saison à Villeneuve-d'Ascq, deux à Tarbes puis signe à l'été 2012 pour Montpellier. Limitée à temps de jeu assez faible dans le Roussillon (4,8 points et 2,8 rebonds), elle rejoint en août 2013 les Flammes Carolo. Au terme d'une première saison assez réussie dans les Ardennes avec une qualification pour le Challenge Round et des statistiques de 6,8 points et 4,7 rebonds de moyenne en Ligue Féminine. À Charleville, elle est en concurrence la première année avec Jacinta Monroe puis la seconde avec Olayinka Sanni.
Elle décrit ainsi son jeu : « Je suis une 4/5. Je n’ai pas de poste bien défini. Je ne suis pas la meilleure 4, je ne suis pas la meilleure 5 mais je sais faire un petit peu les 2 ! Je développe mon shoot près du panier, face au cercle et j’essaie de ne jamais rien lâcher sur le terrain ! ». 
Elle est engagée par le champion de France Bourges pour la saison LFB 2015-2016, club pour lequel elle avait déjà joué au début de sa carrière professionnelle : « Je suis au milieu de ma carrière. J'ai fait du chemin depuis mon premier passage à Bourges. Des opportunités comme ça, je n'en aurai pas 50 000 ! Quand le meilleur club de France t'appelle, tu ne réfléchis pas longtemps. » Elle remporte la Coupe de France 2017 face à Charleville en inscrivant 9 points.
Au terme de la saison 2016-2017, elle ne reçoit pas de proposition de prolongation de la part de Bourges. Après deux saisons dans les Ardennes, dont une en Euroligue, elle s'engage pour le champion polonais CCC Polkowice. Son club étant en désaccord avec son choix de disputer le tournoi de qualification olympique de 3x3 en mars, elle quitte la Pologne pour rejoindre son ancien club de Bourges confronté au départ pour la WNBA de sa pigiste Natalie Achonwa. Pour la saison 2020-2021, elle s'engage avec Lattes-Montpellier. Toujours au club la saison suivante, elle met un terme à sa saison fin février en raison d'une blessure au genou.
Après un arrêt maternité, elle reprend la compétition pour la saison 2023-2024 à Bourges.

## Équipe nationale
Elle remporte la médaille d'or du Championne d’Europe des moins de 20 ans 2009 en Pologne avec notamment Isis Arrondo, Amel Bouderra ou encore Marielle Amant.
Auteure de 12 points et 7 rebonds en 18 minutes face à l'Italie en mai 2013, son coach Pierre Vincent dit d'elle: « Je suis content pour Ana. Ça fait longtemps qu’elle se bat. Il y a une vraie difficulté quand on est une jeune joueuse française intérieure de trouver sa place (...) C’est quelqu’un qui a un vrai bon tir, des capacités à scorer à droite à gauche, loin du cercle et c’est une combattante. Le problème c’est qu’il y a une vraie densité à l’intérieur et que les places sont très chères, mais elle aura son heure. » De fait, elle est la dernière écartée de l'équipe pour l'Euro 2013, le staff lui préférant Marielle Amant.
Elle a l'occasion de prendre sa revanche l'année suivante pour disputer le championnat du monde 2014 où les Bleues accrochent une septième place : « C’était juste énorme, j’étais super contente d’y avoir participé. C’est une récompense du travail que tu fournis et porter le maillot de l’équipe de France fait toujours quelque chose ! (...) Le fait d’avoir été prise m’a vraiment ouvert l’appétit et j’espère encore progresser pour tout d’abord être rappelée l’an prochain puis pourquoi pas refaire partie du groupe car le plus dur reste toujours à venir ! »
En 2015, elle est membre de l'équipe qui atteint la finale de l'Euro 2015 face à la Serbie.
En juin 2019, elle est sélectionnée dans l'équipe de France 3x3 qui finit troisième du championnat du monde, puis est couronnée championne d'Europe, Ana Filip étant désignée meilleure joueuse de cette compétition.

## Clubs
| Saisons   | Équipe                           | Pays    |
| 1999-2002 | Roanne                           | France  |
| 2002-2003 | Le Coteau                        | France  |
| 2003-2004 | Centre fédéral de Toulouse (NF2) | France  |
| 2004-2007 | Centre fédéral (NF1)             | France  |
| 2007-2009 | CJM Bourges Basket               | France  |
| 2009-2010 | ESB Villeneuve-d’Ascq            | France  |
| 2010-2012 | Tarbes GB                        | France  |
| 2012-2013 | Montpellier                      | France  |
| 2013-2015 | Flammes Carolo                   | France  |
| 2015-2017 | Bourges                          | France  |
| 2017-2019 | Flammes Carolo basket            | France  |
| 2019-2020 | CCC Polkowice                    | Pologne |
| 2019-2020 | Bourges                          | France  |
| 2020-2022 | Lattes-Montpellier               | France  |
| 2023-…    | Bourges                          | France  |

## Palmarès

### Club
- Championne de France : 2008, 2009
- Vice-Championne de France : 2012 et 2016
- Vainqueur de la Coupe de France : 2008 et 2009, 2013[24], 2017[12] et 2021[25]

- Finaliste de la Coupe de France : 2016, 2018 et 2019
- Vainqueur du tournoi de la Fédération 2008
- Match des champions : 2015[26]
- Vainqueur de l'Eurocoupe : 2016[27].
- Final Four d'EuroLeague en 2008

### Sélection nationale
- Compétitions senior
  -  Médaille d'or au championnat d'Europe de basket-ball à trois[23] en 2018 et 2019
  -  Championne World Women Series de basket-ball à trois en 2019
  -  Médaille d'argent au championnat d'Europe 2015[21]
  -  Médaille de bronze au championnat du monde 2019 de basket-ball à trois[22]

- Compétitions de jeunes 
  -  Médaille d'or au championnat d'Europe U20 de 2009 en Pologne[28].
  -  Vice-Championne d'Europe des moins de 20 ans en 2008
  -  Vice-championne d’Europe des moins de 16 ans en 2005
  -  Médaille de bronze au championnat d’Europe des moins de 20 ans 2007 à Sofia
  -  Jeux de la Francophonie 2005